# Martha Argerich

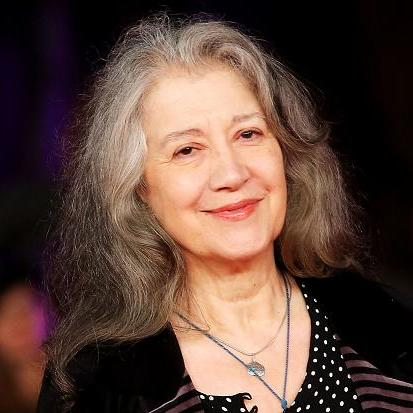
Martha Argerich (2015)

Martha Argerich (* 5. Juni 1941 in Buenos Aires) ist eine argentinisch-schweizerische Pianistin. Sie gehört zu den berühmtesten Klaviervirtuosinnen der Gegenwart.

## Leben
Martha Argerich wurde als Tochter des Mathematikprofessors Juan Manuel „Tirano“ Argerich (1909–2000) und seiner Frau Juana, geb. Heller (1920–1989), in Buenos Aires geboren. Ihre Familie mütterlicherseits emigrierte wegen ihrer jüdischen Herkunft aus dem russischen Zarenreich nach Argentinien. Dort lebte sie in einer Siedlung für jüdische Einwanderer in der Provinz Entre Ríos, die Baron Maurice de Hirsch gefördert hatte.
Zum Klavierspiel kam Argerich beim Besuch eines Kindergartens in Buenos Aires. Hier konnte sie eine den Kindern vorgespielte Melodie am Klavier fehlerlos nachspielen. Daraufhin erhielt sie ihren ersten Klavierunterricht und wurde dann von 1946 bis zum Alter von elf Jahren von Vincenzo Scaramuzza unterrichtet. Als Siebenjährige debütierte sie 1949 mit Mozarts Klavierkonzert d-Moll und Beethovens Klavierkonzert C-Dur zusammen mit dem Orquesta Sinfónica de Radio El Mundo unter der Leitung von Alberto Castellanos. 
Sie galt als Wunderkind und wurde durchreisenden Pianisten wie Artur Rubinstein, Claudio Arrau, Wilhelm Backhaus und Friedrich Gulda vorgestellt.
1955 übersiedelte die Familie nach Europa, wo Argerich ihr Studium bei Friedrich Gulda in Wien fortsetzte. Ihre Eltern waren dort auf Veranlassung des argentinischen Präsidenten Juan Perón an der argentinischen Botschaft beschäftigt. Im Jahr 1957 gewann Argerich den 1. Preis beim Internationalen Klavierwettbewerb Ferruccio Busoni in Bozen sowie beim Concours international d’exécution musicale de Genève.

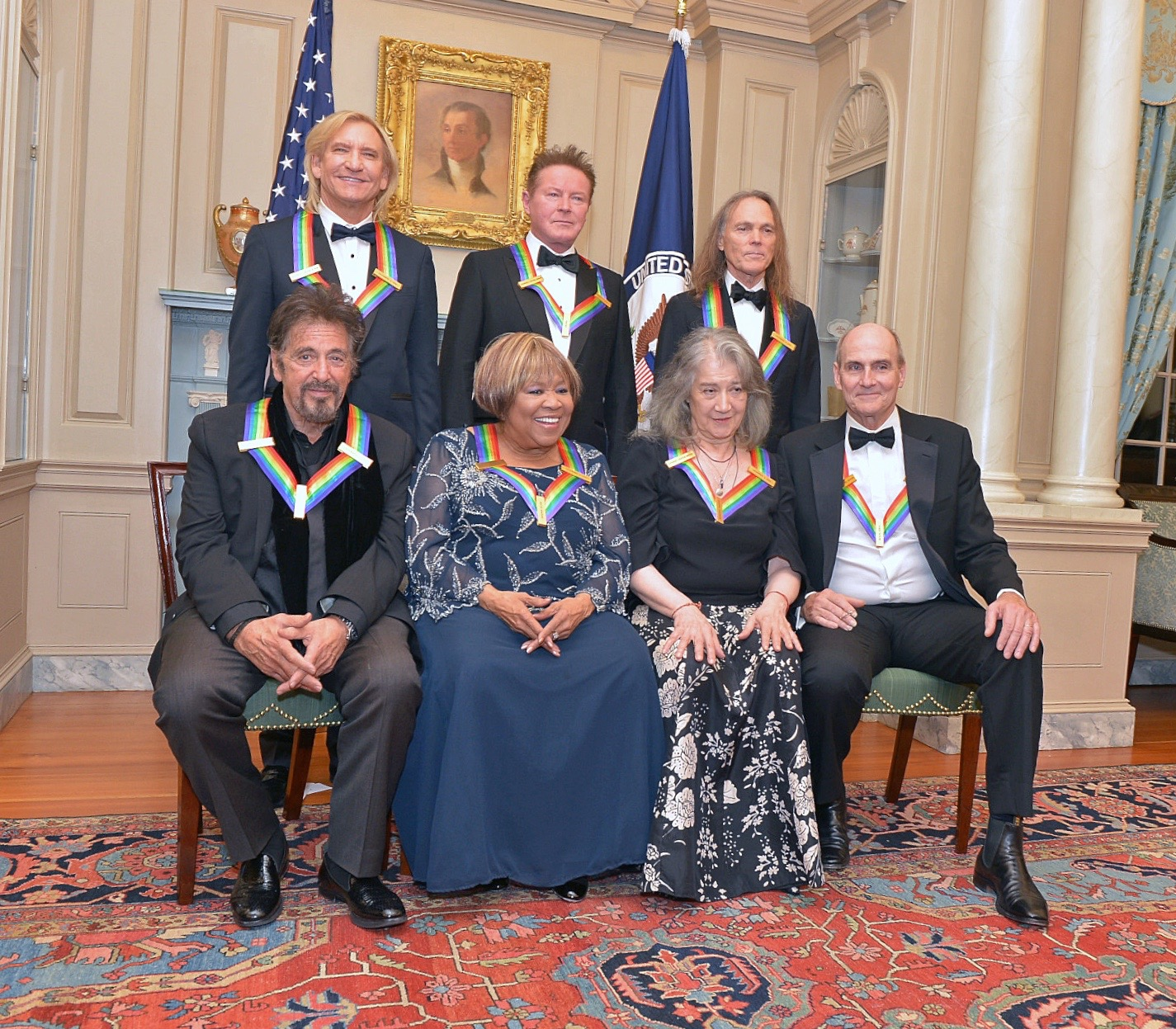
Martha Argerich (unten neben Mavis Staples) bei der Verleihung des Kennedy-Preises (2016)

Im Alter von etwa zwanzig Jahren zog sie sich nach der Geburt ihrer ersten Tochter infolge einer Lebenskrise vollständig aus dem Konzertbetrieb zurück. Sie nutzte die Zeit für Studien bei Stefan und Anny Askenase sowie bei Arturo Benedetti Michelangeli. Stefan Askenase konnte sie 1964 davon überzeugen, wieder öffentlich aufzutreten. Im Jahr 1965 wurde sie durch den Gewinn des 1. Preises beim Internationalen Chopin-Wettbewerb weltbekannt und konzertierte als Solistin international mit renommierten Dirigenten und Orchestern.
Etwa seit 2004 konzentrierte sie sich verstärkt auf Kammermusik. Zudem trat sie auch gemeinsam mit Musikern auf wie etwa Nelson Freire, Gabriela Montero, Gidon Kremer, Mischa Maisky, Cristina Marton, Mauricio Vallina oder ihrer langjährigen Duo-Partnerin Lilya Zilberstein. Mit dem Geiger Itzhak Perlman und dem Cellisten Mstislaw Rostropowitsch spielte sie ebenfalls und machte Aufnahmen. Von 2002 bis 2016 leitete sie ein eigenes Festival „Progetto Martha Argerich“ in Lugano.
Seit 2018 veranstaltet sie mit den Symphonikern Hamburg in der Laeiszhalle, der Elbphilharmonie und weiteren Spielstätten das jährliche Martha Argerich Festival.
Argerich engagiert sich zudem für die Förderung junger Klaviertalente und wirkt als Jurorin bei internationalen Wettbewerben. Als Mitglied der Jury des Chopin-Wettbewerbs geriet sie 1980 in Furor, nachdem Ivo Pogorelich – den sie als Genie bezeichnete – bereits nach der dritten Runde ausgeschieden war, woraufhin sie die Jury aus Protest verließ.

## Bedeutung

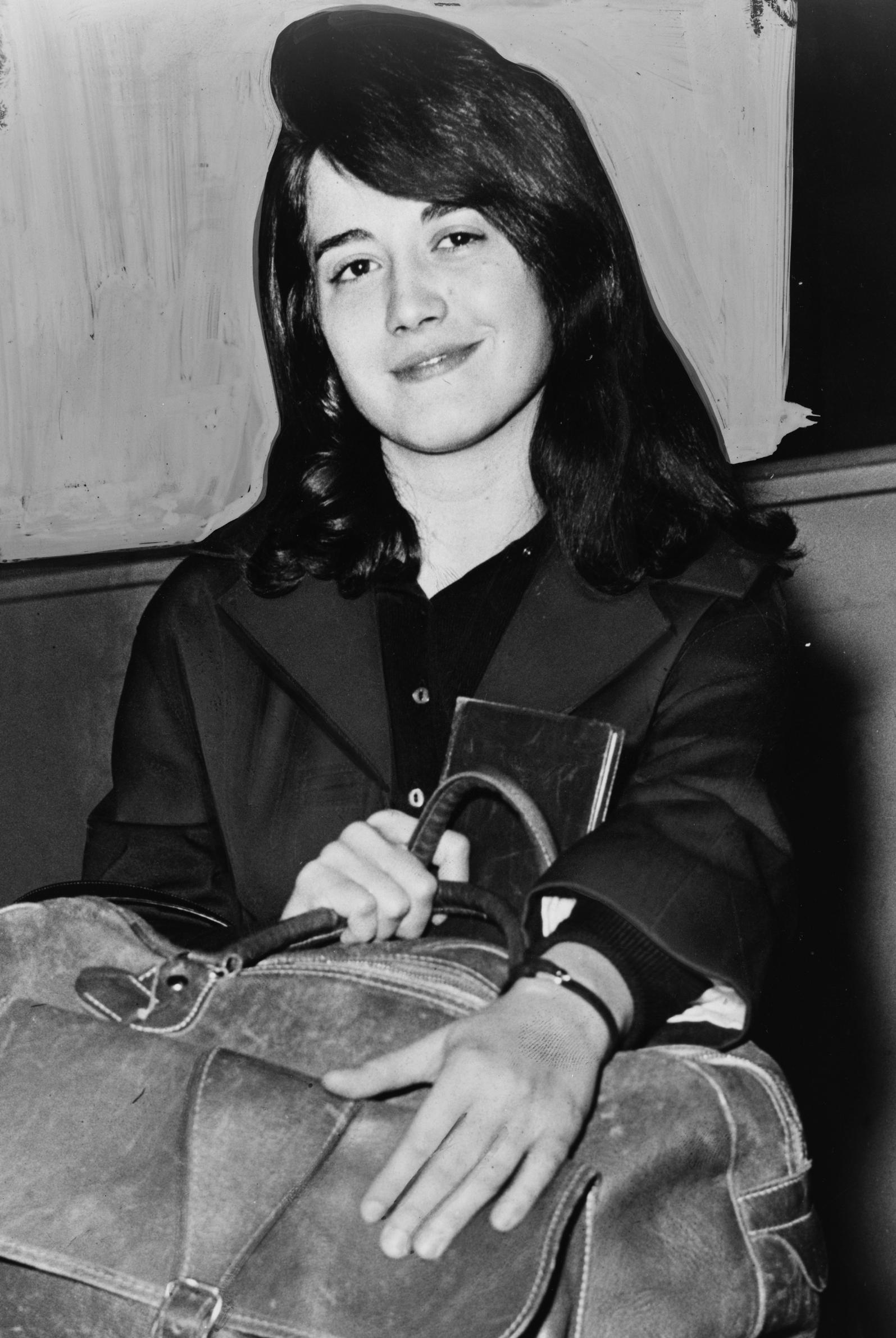
Martha Argerich (1962)

Martha Argerich gehört zu den berühmtesten Pianistinnen der Gegenwart. Sie ist für ihr temperamentvolles Spiel bekannt, das weniger analytisch als intuitiv und spontan wirkt. Der seit den 1930er Jahren bestimmenden Ästhetik der Sachlichkeit setzte sie einen Interpretationsansatz entgegen, der vor allem auf musikalischen Ausdruck zielte.
Viele ihrer Interpretationen sind mittlerweile legendär; dazu gehören das 3. Klavierkonzert in d-Moll von Rachmaninow, das 1. Klavierkonzert in b-Moll von Tschaikowski sowie das 3. Klavierkonzert in C-dur und die Klaviersonate Nr. 7 op. 83 von Prokofjew. Kritiker zählen die Konzerteinspielungen zum Kreis der Referenzaufnahmen.
Argerich veränderte ihr Repertoire über die Jahre nicht wesentlich, so dass zahlreiche Werke in mehreren Aufnahmen vorliegen. So spielte sie Prokofjews drittes Klavierkonzert 1967 mit Claudio Abbado und dreißig Jahre später mit Charles Dutoit ein, wobei sie ein etwas langsameres Tempo wählte.
Werke Frédéric Chopins und Robert Schumanns gehören zu den Schwerpunkten ihres Repertoires. Argerichs manuelle Fähigkeiten gestatten ihr sehr rasche Tempi. Dies zeigt sich etwa im schnellen Finalsatz von Chopins zweiter Klaviersonate mit den unisono gespielten Triolenfiguren, im Presto con fuoco des b-Moll-Préludes Nr. 16, dessen rasende Sechszehntel sie zu einem Glissando steigert, sowie im abschließenden Allegro Appassionato in d-Moll. Die beiden Etüdenzyklen op. 10 und 25 spielte sie hingegen nicht komplett ein.
Argerich gilt auch als bedeutende Liszt-Interpretin. 1966 spielte sie neben Chopins Scherzo in b-Moll und den Mazurken op. 24 Nr. 2 und op. 41 Nr. 1 die sechste Ungarische Rhapsodie von Franz Liszt für das Fernsehen ein und beeindruckte mit den rasanten Oktavpassagen am Ende der Komposition. Im Jahre 1981 führte sie unter der Leitung von Christoph von Dohnányi das Es-Dur-Konzert auf, das sie bereits 1968 mit Claudio Abbado für die Deutsche Grammophon aufgenommen hatte. 
Joachim Kaiser erinnerte die virtuose Interpretation des Konzerts an den jungen Vladimir Horowitz.
Nachdem sie die Klaviersonate in h-Moll eingespielt hatte, schrieb Bryce Morrison in der Musikzeitschrift Gramophone von „Virtuosität auf einer dämonischen Stufe“.

## Privates
Argerich war in erster Ehe mit dem Dirigenten und Komponisten Robert Chen verheiratet, mit dem sie eine Tochter hat: die Bratschistin Lyda Chen-Argerich. Die Ehe wurde 1964 geschieden. Von 1969 bis 1973 war sie mit dem Schweizer Dirigenten Charles Dutoit verheiratet, aus der Ehe ging die Tochter und spätere Schauspielerin Annie Dutoit hervor. Durch diese Eheschließung erhielt sie das Schweizer Bürgerrecht. Aus einer kurzen Ehe mit dem US-amerikanischen Pianisten und Dirigenten Stephen Kovacevich entstammt ihre dritte Tochter Stéphanie Argerich-Blagojevic.

## Auszeichnungen (Auswahl)
- 1996: Offizier des Ordre des Arts et des Lettres[14]
- 2004: Kommandeur des Ordre des Arts et des Lettres[14]
- 2005: Praemium Imperiale
- 2010: Ehrenbürgerschaft der Stadt Lugano[15]
- 2014: ECHO Klassik in der Kategorie „Konzerteinspielung des Jahres (Klavier)“ mit dem Orchestra Mozart Bologna unter Claudio Abbado für die Einspielung von Mozarts Klavierkonzerten 20 und 25[16]
- 2016: Kennedy-Preis
- 2016: Orden der Aufgehenden Sonne am Band[17]
- 2025: Benennung eines Asteroiden nach ihr: (56067) Argerich.[18]

## Aufnahmen (Auswahl)
- Johann Sebastian Bach: Toccata BWV 911 – Partita BWV 826 – Englische Suite BWV 807.
- Ludwig van Beethoven: Klavierkonzerte Nr. 1 und 2 (1949. Edicion Documento, IRCO 285)
- Johannes Brahms/Sergei Rachmaninov: Music for two pianos.
- Frédéric Chopin: Klavierkonzert Nr. 1. Charles Dutoit. (1959. Edicion Documento, IRCO 275)
- Frédéric Chopin: Preludes op. 28, Klaviersonate b-Moll op. 35.
- Frédéric Chopin: Klaviersonate Nr. 3 h-Moll, op. 58. (Aufnahme von 1965, Warner Classics 5568052)
- Frédéric Chopin: Klavierkonzert Nr. 2 f-Moll. Orchestre symphonique de Montréal, Leitung: Charles Dutoit
- Franz Liszt: Klavierkonzert Nr. 1 Es-Dur. London Symphony Orchestra, Dirigent: Claudio Abbado (Aufnahme von 1968)
- Franz Liszt: Klaviersonate in h-Moll (Aufnahme von 1971, Deutsche Grammophon 447 430-2).
- Wolfgang Amadeus Mozart: Klavierkonzert Nr. 18 B-Dur „Paradis-Konzert“ KV 456. Symphonieorchester des Bayerischen Rundfunks, Dirigent: Eugen Jochum (Aufnahme von 1973)
- Sergej Prokofieff: Konzert für Klavier und Orchester Nr. 3 C-Dur op. 26. Berliner Philharmoniker, Dirigent: Claudio Abbado
- Sergej Rachmaninoff: Klavierkonzert Nr. 3. RSO Berlin, Riccardo Chailly (1982)
- Maurice Ravel: Klavierkonzert. Charles Dutoit (1959. Edicion Documento, IRCO 275)
- Dmitri Schostakowitsch: Klavierkonzert Nr. 1 c-Moll op. 35. Württembergisches Kammerorchester Heilbronn, Leitung: Jörg Faerber (Aufnahme von 1993, Deutsche Grammophon 439 864-2)
- Robert Schumann: Klavierkonzert a-Moll (1952. Edicion Documento, IRCO 285)
- Robert Schumann: Kinderszenen op. 15,  Kreisleriana op. 16
- Robert Schumann: Klaviersonate Nr. 2 g-Moll op. 22 (Aufnahme von 1971, Deutsche Grammophon 437 252-2)

## Dokumentarfilme
- Georges Gachot: Martha Argerich. Conversation nocturne. Idéale Audience, ARTE France, BR, 2002 (deutscher Titel: Martha Argerich, Nachtgespräch)
- Stéphanie Argerich: Argerich – Bloody Daughter, Frankreich/Schweiz 2012 (Originaltitel: Argerich)[19]
- Holger Preuße, Philipp Quiring: Martha Argerich in Warschau, sounding images, ZDF, ARTE, 2020